# Escuela de Suboficiales General Lemos
La Escuela de Suboficiales «General Lemos» fue un instituto de formación del Ejército Argentino que fue fusionado y unificado con la Escuela de Suboficiales "Sargento Cabral" (ESSC) conformando la Escuela de Suboficiales del Ejército "Sargento Cabral" (ESESC) en 2002. La ESGL estaba en las instalaciones de la Guarnición Militar Campo de Mayo, provincia de Buenos Aires y desarrollaba la instrucción de militares en especialidades y servicios de apoyo de combate.

## Historia

### Origen
El 20 de diciembre de 1939, se creó el Centro de Instrucción de los Cuerpos Auxiliares del Ejército.
Dicho centro se fusionó con la Escuela de Mecánica del Ejército en 1963 y adoptó el nombre de «Escuela de los Servicios para Apoyo de Combate “General Lemos”».

### Participación en el terrorismo de Estado
En 1976, el Comando General del Ejército creó la Zona de Defensa 4 a cargo del Comando de Institutos Militares. La Escuela General Lemos asumió la conducción del Área 470, con jurisdicción en el partido de General Sarmiento. A partir de 1981, la ESPAC comandó el Área 670 con jurisdicción en la conurbación de Zárate-Campana, sucediendo al Área 400.

Además estuvo detenido en el Casino de Oficiales de la ESPAC General Lemos el coronel Aldo Rico luego de las revueltas de Semana Santa en Monte Caseros y Campo de Mayo.

### Copamiento del cuartel de La Tablada
Tras el copamiento del cuartel de La Tablada por parte del Movimiento Todos por la Patria el 23 de enero de 1989, la Escuela de Suboficiales General Lemos participó del operativo de recuperación.

### Fusión con la ESSC
Por resolución del Ministerio de Defensa del 20 de diciembre de 2002, se fusionan las Escuelas de Suboficiales «General Lemos» y «Sargento Cabral». En su lugar, se creó la Escuela de Suboficiales del Ejército «Sargento Cabral».